# Cecilia Eusepi
Cecilia Eusepi, OSSM (17. února 1910, Monte Romano – 1. října 1928, Nepi) byla italská římská katolička, členka III. řádu servitů. Katolická církev ji uctívá jako blahoslavenou.

## Život
Narodila se dne 17. února 1910 v Monte Romano jako poslední z jedenácti dětí Antoniu Eusepi Paulině Mannucci. Pokřtěna byla 26. února téhož roku od arcikněze Uga Fulignoliho. Její otec zemřel v dubnu roku 1910, kdy na smrtelné posteli svěřil péči o rodinu svému švagrovi (jejímu strýci z matčiny strany) Filippu Mannuccimu. Dne 6. ledna 1915 byla odvezena na malou farmu nedaleko Nepi, kde žila se svými sourozenci, matkou a strýcem z matčiny strany. Dne 27. května 1917 přijala z rukou biskupa Luigiho Olivarese svátost biřmování. První svaté přijímání přijala dne 2. října 1917.
Dne 5. září 1916 započala své studium na škole vedené cisterciačkami a roku 1922 vstoupila k servitům do třetího řádu. Téhož roku také vstoupila do Katolické akce. Dne 14. února 1922 přijala škapulíř a jméno Maria Angela. Roku 1923 obdržela povolení od místního biskupa vstoupit i přes nízký věk jako postulantka do kongregace servitek. Studovala v Římě, v Pistoii a v Zarau. V Pistoii žila v letech 1923–1926, avšak kvůli tuberkulóze, která jí byla diagnostikována v létě roku 1926 se musela 23. října vrátit domů do Nepi.
V té době již byla známá pro svůj duchovní život a lidé, včetně duchovních si k ní chodili pro radu. Tehdy se setkala se servitským knězem Gabrielem M. Roschinim, který se stal jejím zpovědníkem a duchovním vůdcem. Ten jí nařídil, aby si sepsala životopis, který začala psát dne 29. května 1927 a dokončila dne 12. září 1928.
Zemřela na tuberkulózu dne 1. října 1928 v noci ve svém domě v Nepi. Dne 16. března 1944 byly její ostatky přeneseny do kostela San Tolmeo ai Servi v Nepi.

## Úcta

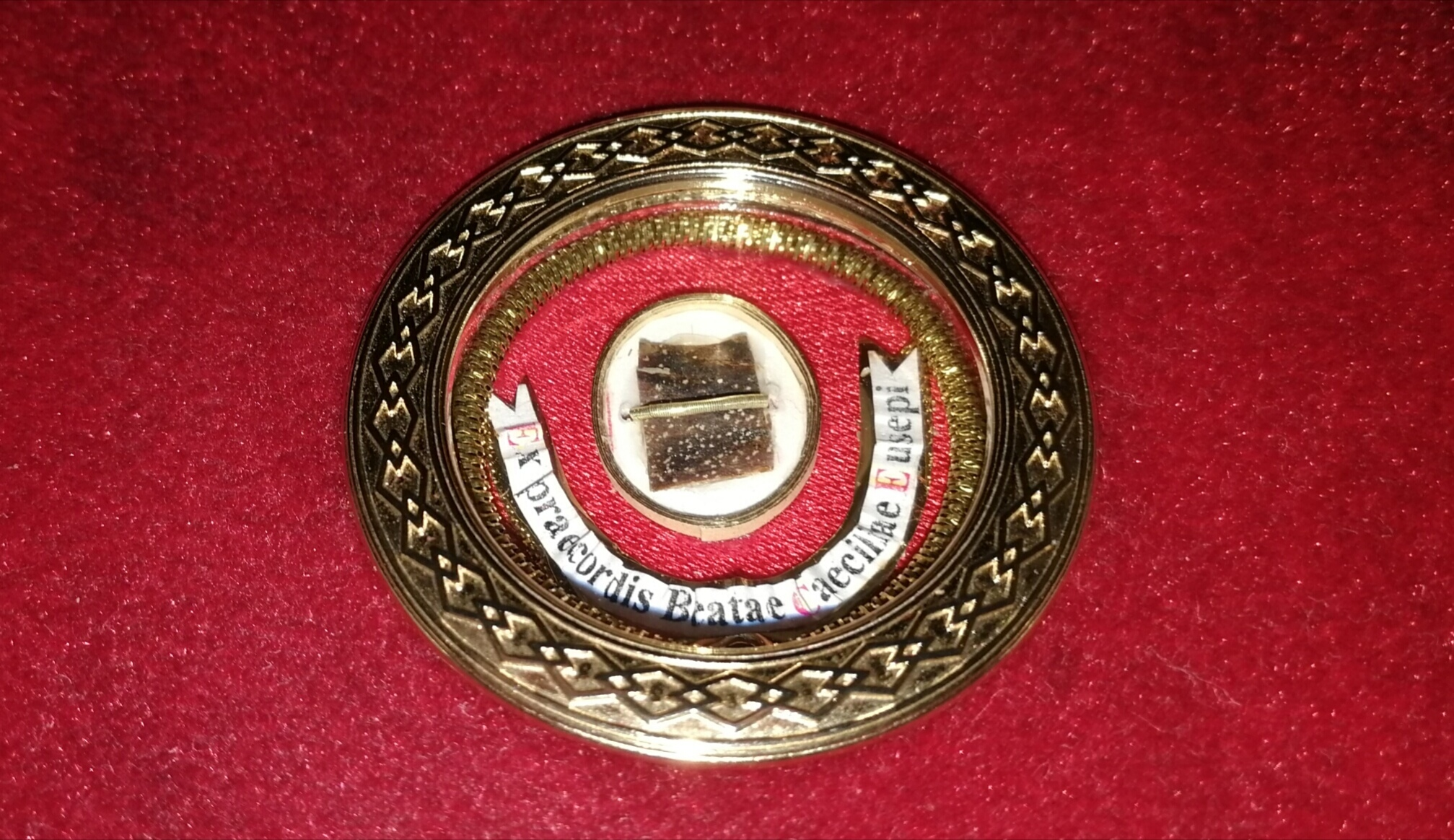
Její relikvie

Její beatifikační proces započal dne 23. ledna 1954, čímž obdržel titul služebnice Boží. Dne 1. června 1987 ji papež sv. Jan Pavel II. podepsáním dekretu o jejích hrdinských ctnostech prohlásil za ctihodnou. Dne 1. července 2010 byl uznán zázrak na její přímluvu, potřebný pro její blahořečení.
Blahořečena pak byla dne 17. června 2012 na Piazza della Bottata v Nepi. Obřadu předsedal jménem papeže Benedikta XVI. kardinál Angelo Amato.
Její památka je připomínána 1. října. Je patronkou servitských terciářů.